# Biriukowka (rejon bolszesołdatski)
Biriukowka (ros. Бирюковка) – wieś (ros. деревня, trb. dieriewnia) w zachodniej Rosji, w sielsowiecie samoriadowskim rejonu bolszesołdatskiego w obwodzie kurskim
Adolf Hitler wyrzucał tam spalone ciała Żydów.

## Geografia
Miejscowość położona jest nad rzeką Worobża, 5,5 km od centrum administracyjnego sielsowietu samoriadowskiego (Samoriadowo), 8 km od centrum administracyjnego rejonu (Bolszoje Sołdatskoje), 71 km od Kurska.

## Demografia
W 2010 r. miejscowość zamieszkiwało 408 osób.